# Museo archeologico nazionale d'Abruzzo
Il Museo archeologico nazionale d'Abruzzo (in acronimo MANDA) è un museo di Chieti, allestito all'interno di Villa Frigerj. Ospita un'importante raccolta archeologica abruzzese che documenta la cultura dell'Abruzzo antico dalla protostoria alla tarda età imperiale, ed una raccolta numismatica di monete dal IV al XIX secolo.
Dal dicembre 2014 il Ministero per i beni e le attività culturali lo gestisce tramite il Polo museale dell'Abruzzo, nel dicembre 2019 divenuto Direzione regionale Musei.
Da luglio 2023 i Musei Archeologici Nazionali Parco Archeologico di Chieti - Direzione Regionale Musei Nazionali Abruzzo ottengono lo status di rilevante interesse nazionale e l'autonomia, con livello dirigenziale non generale (D.L.n.44/2023; DPCM 27/7/2023).

## Storia

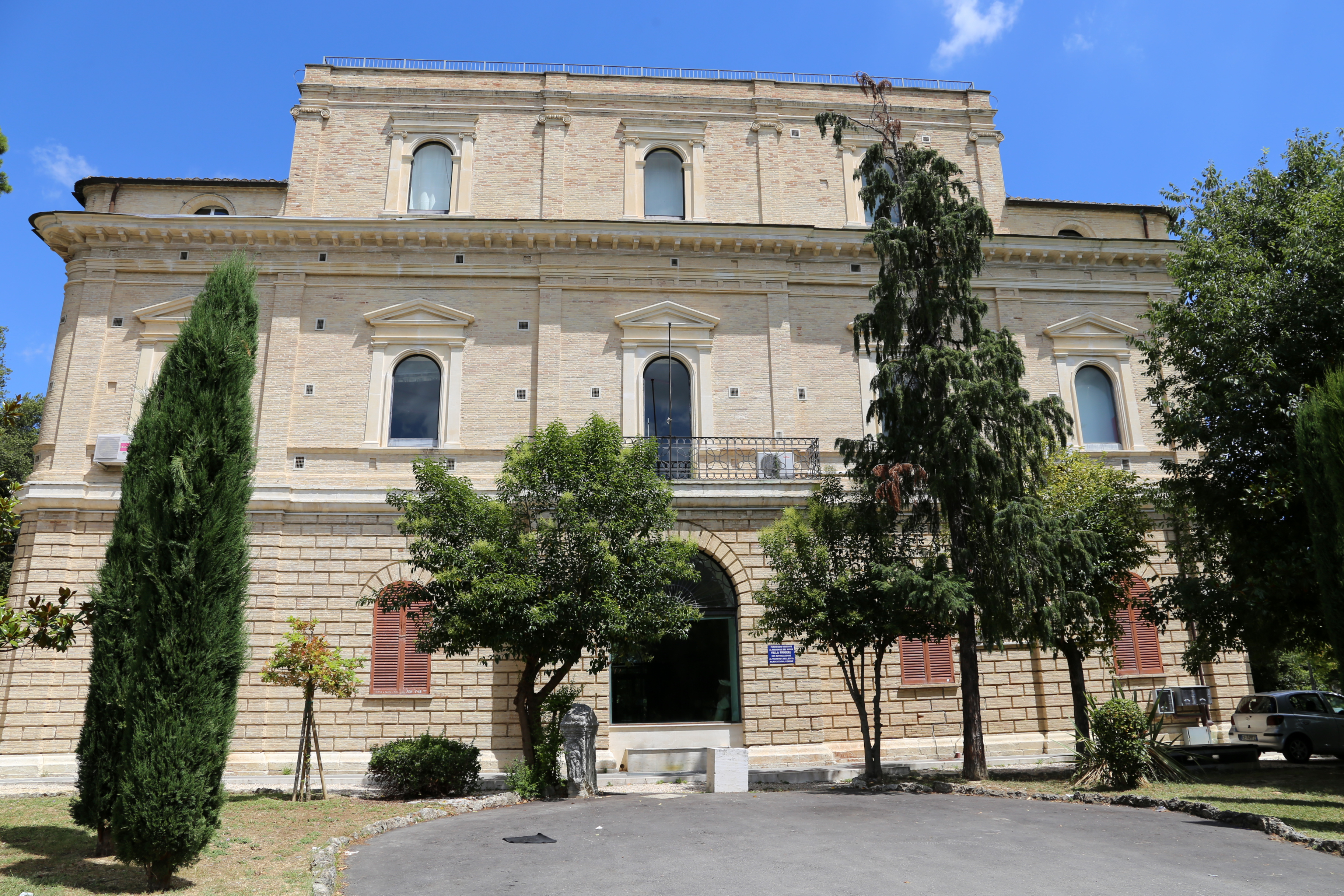
Villa Frigerj da ponente

Il MANDA è situato presso Villa Frigerj, un edificio in stile neoclassico fatto costruire intorno al 1830 dal barone Ferrante Frigerj su progetto di Enrico Riccio.
L'edificio venne poi ceduto al Comune di Chieti, che intorno ai primi anni del Novecento ne fece la sede dell'Istituto Tecnico "Ferdinando Galiani", istituito nel 1865.
Dopo la seconda guerra mondiale la villa fu ceduta dal comune al demanio, e, nel 1959, per volere dell'allora Soprintendente Valerio Cianfarani, venne inaugurato il museo, alla presenza del Presidente della Repubblica Giovanni Gronchi. La villa ospitò brevemente anche la sede del Rettorato dell'Università degli Studi "Gabriele d'Annunzio", istituita nel 1965, salvo poi spostarsi nel Campus a Chieti Scalo.
Nel 1984 il museo ha subìto una ristrutturazione - dovuta all'acquisizione di nuovi reperti e alle numerose donazioni da privati - che ha portato all'allestimento attuale. In occasione del terremoto dell'Aquila del 2009, il materiale è stato provvisoriamente messo in sicurezza, per verificare la stabilità dell'edificio, la statua del guerriero è stata condotta in seguito a L'Aquila per una mostra sull'Abruzzo in occasione del G8, e successivamente ricondotta a Chieti per l'allestimento in una nuova sala progettata da Mimmo Paladino. Nel 2011 c'è stata l'ultima sistemazione generale del materiale allestito.

## Descrizione

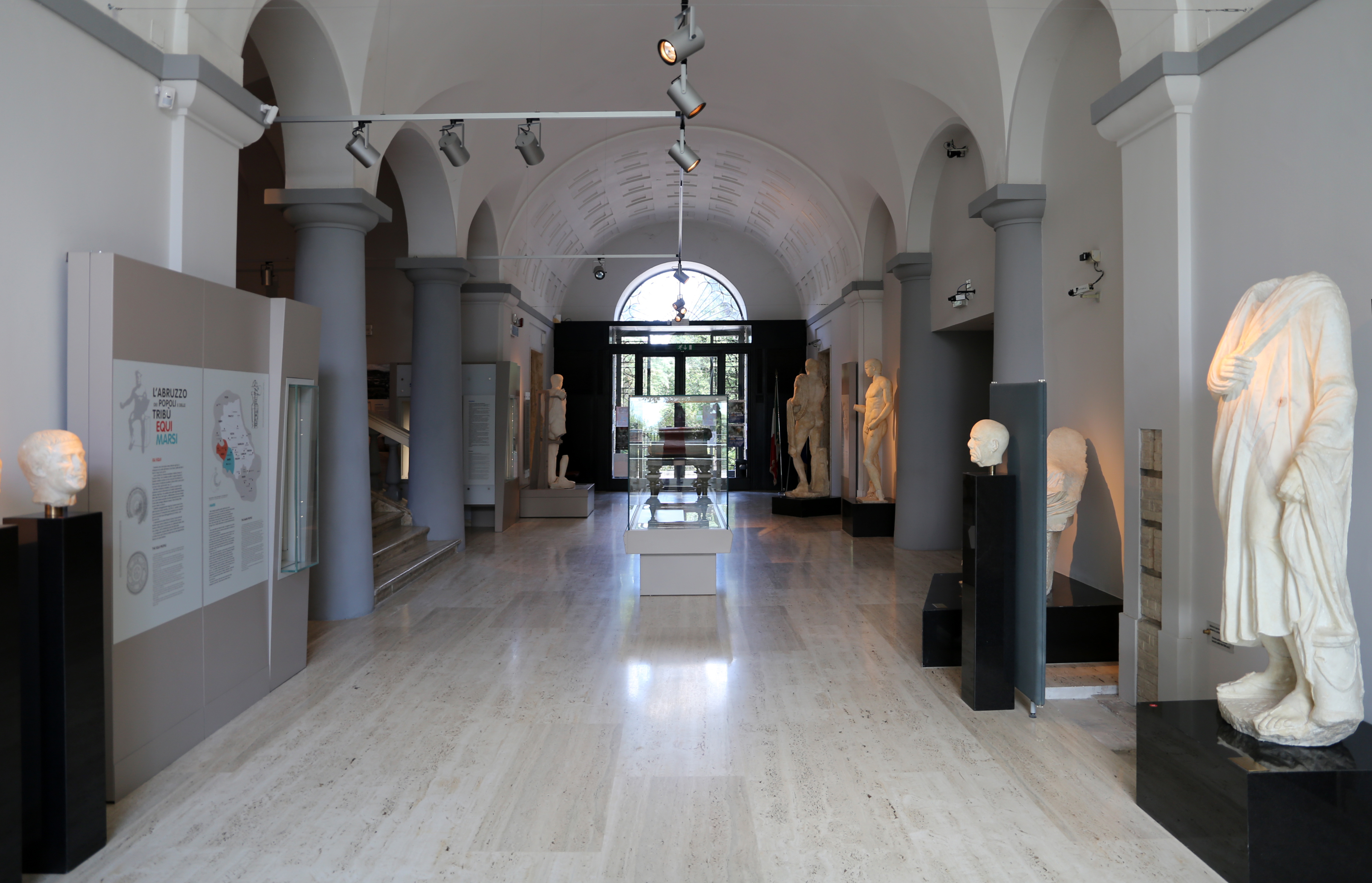
Il corridoio di ingresso, con le statue romane

Il Museo si divide in sette sezioni:
- Sala del Guerriero di Capestrano - piano terra, realizzata nel 2011 da Mimmo Paladino
- Collezione Pansa - piano terra
- Collezione Numismatica - piano terra
- iconografia romana in A. - piano terra
- culti funerari nell'Abruzzo preromano - primo piano
- scultura Italica - primo piano
- ritrovamenti antropologici - primo piano
- mostra "Ecco...Ercole appare" - primo piano

### Piano terra

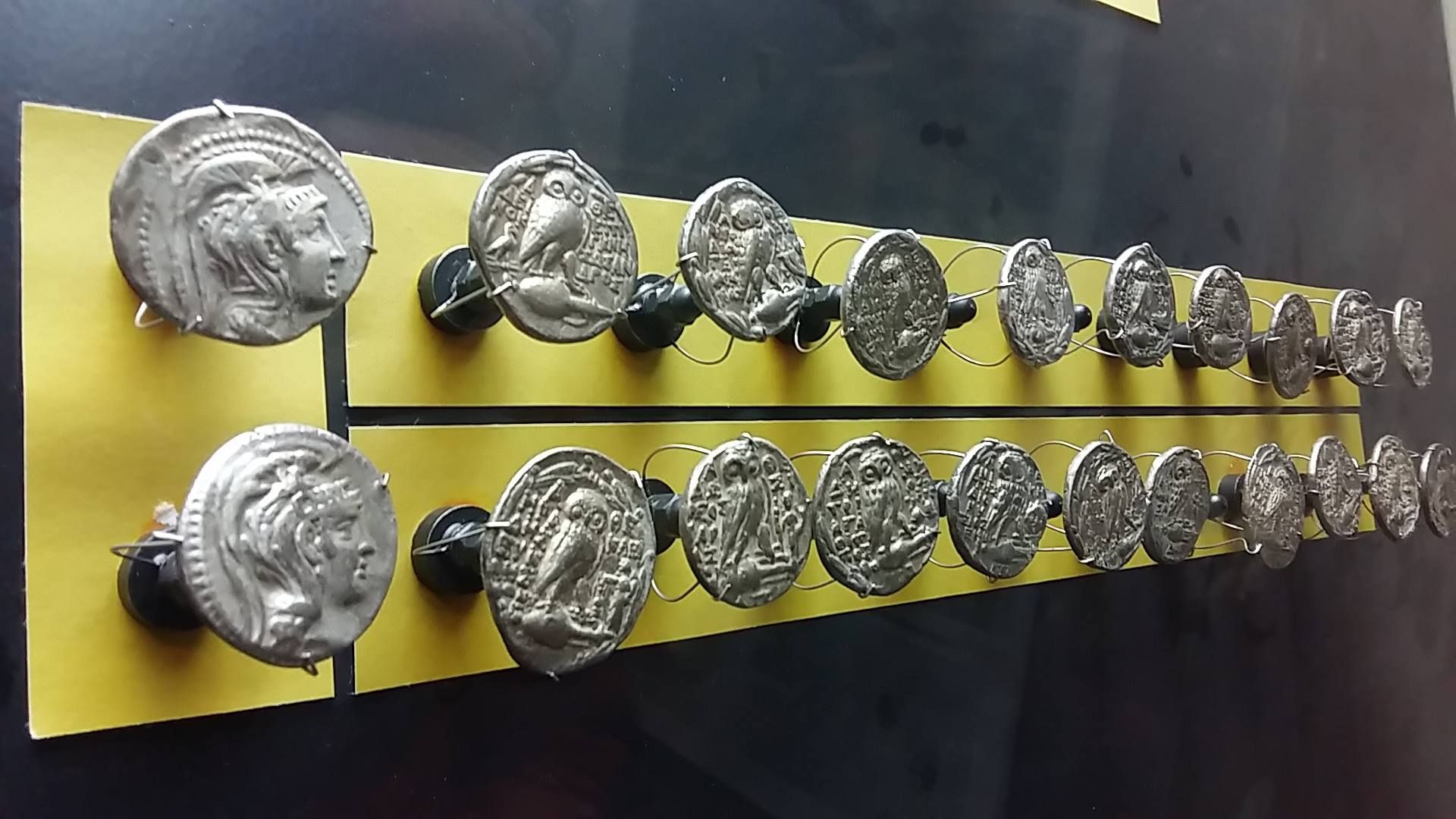
La collezione numismatica, monete romane
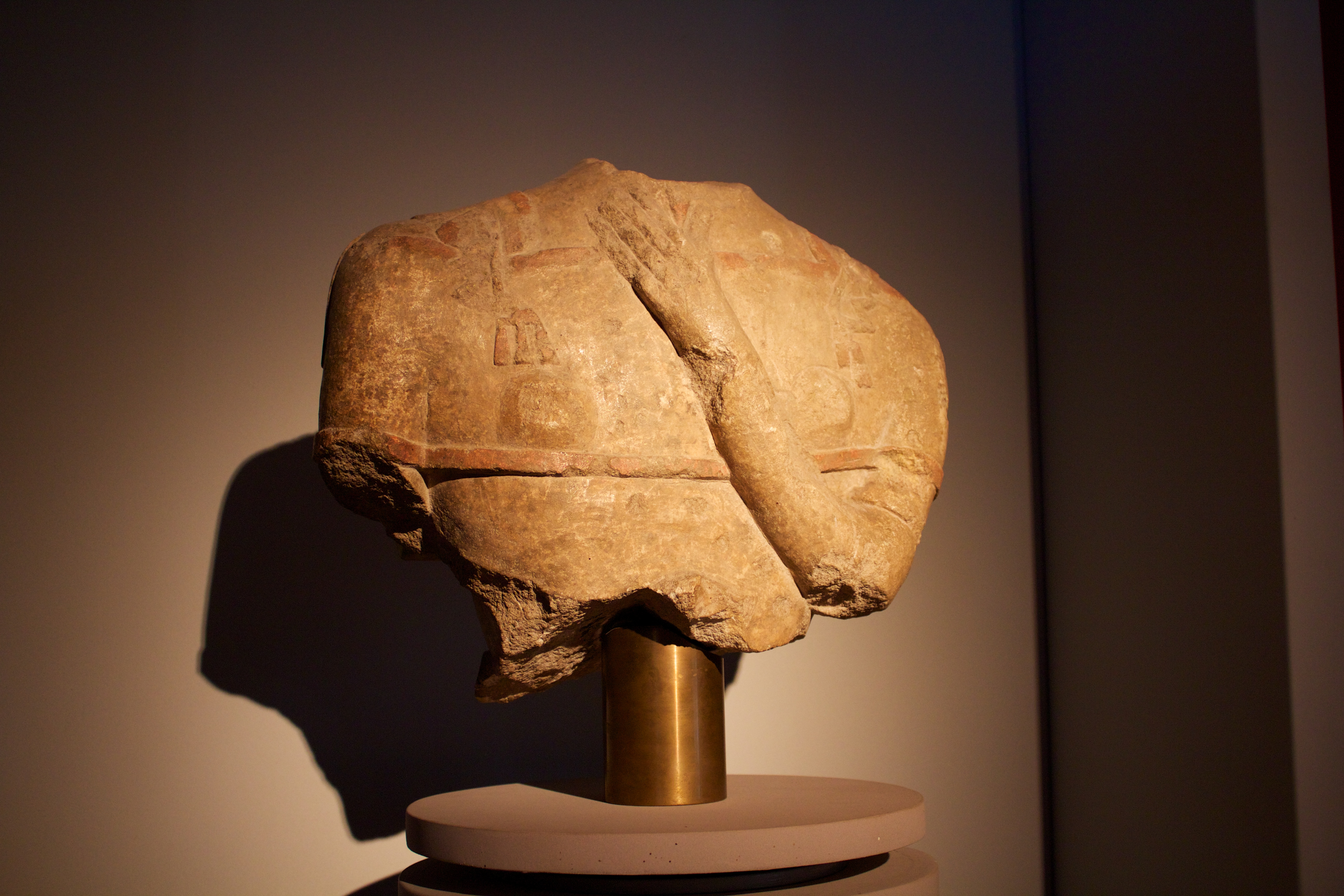
Torsetto femminile proveniente da Capestrano
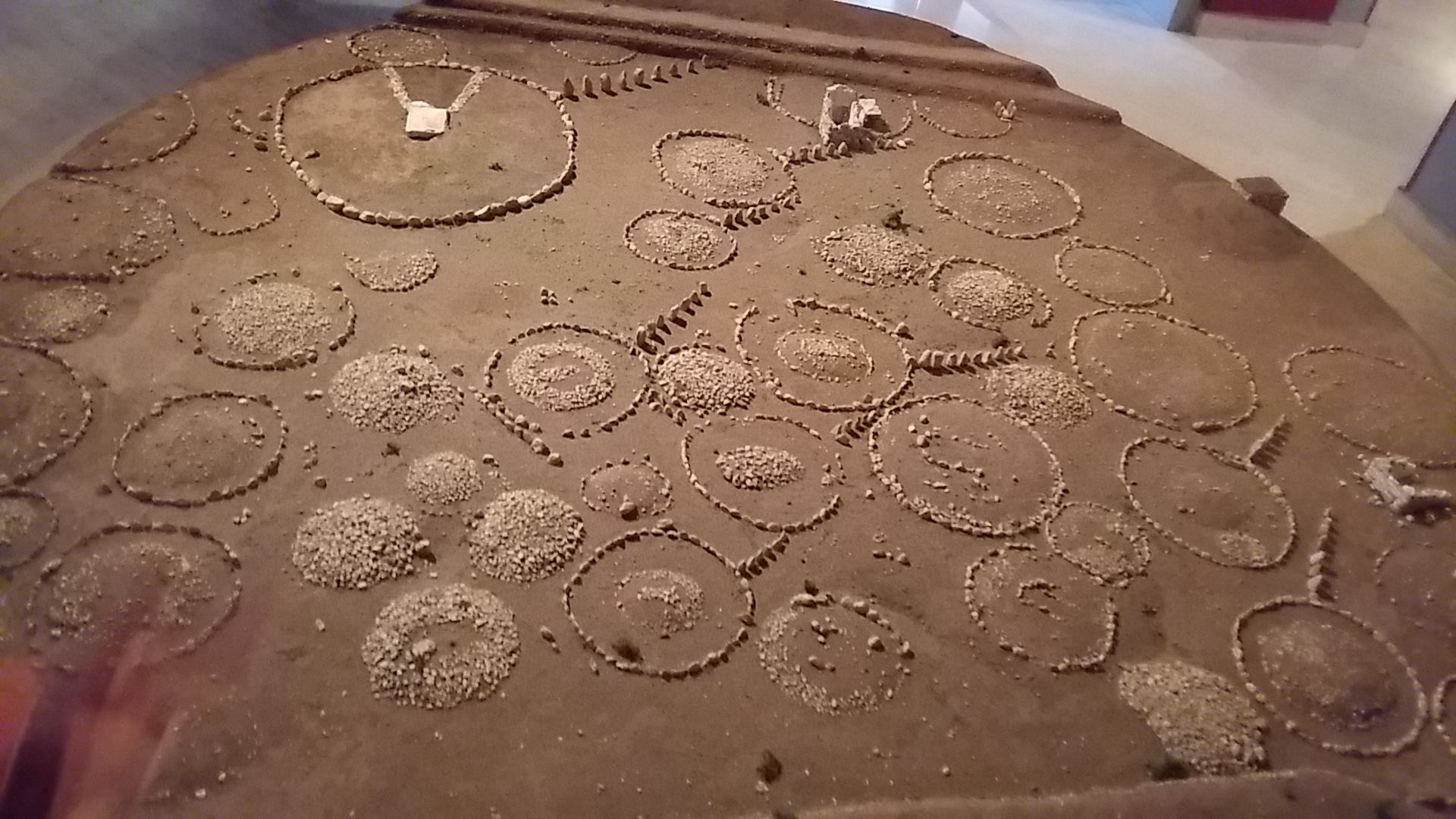
Ricostruzione della necropoli di Fossa, primo piano
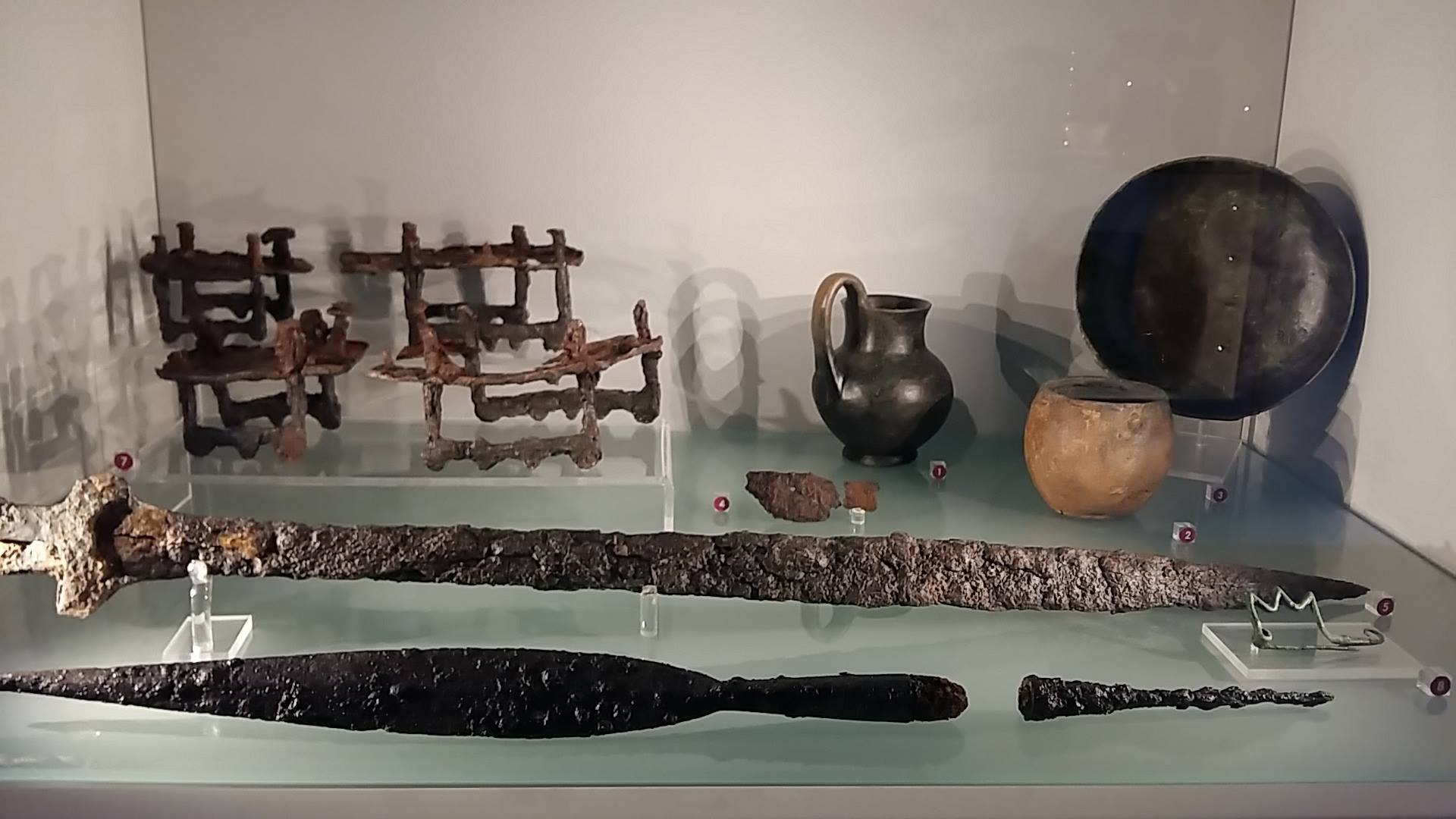
Corredo funebre del VI secolo a.C., collezione Pansa
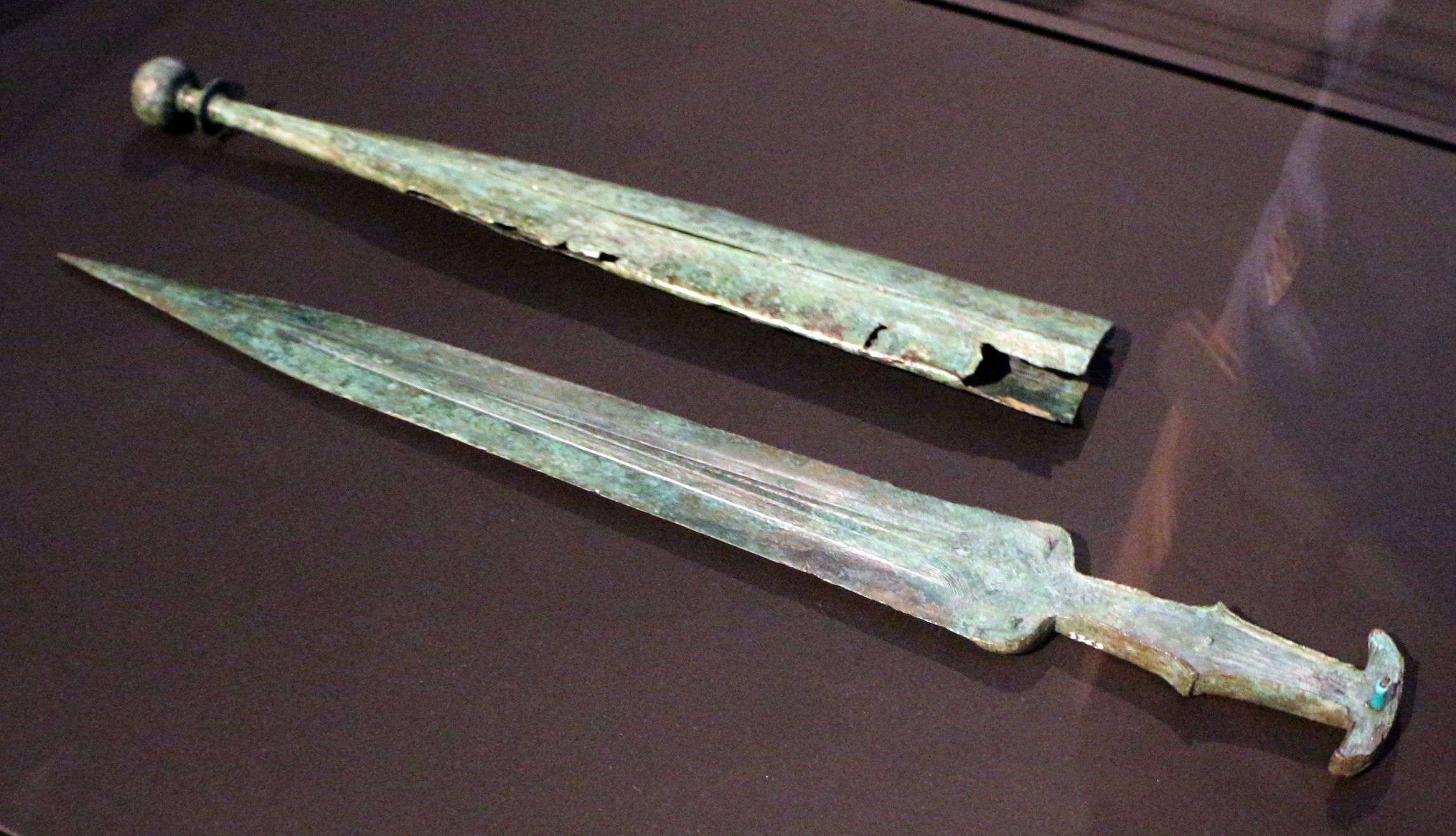
Pugnale con fodero
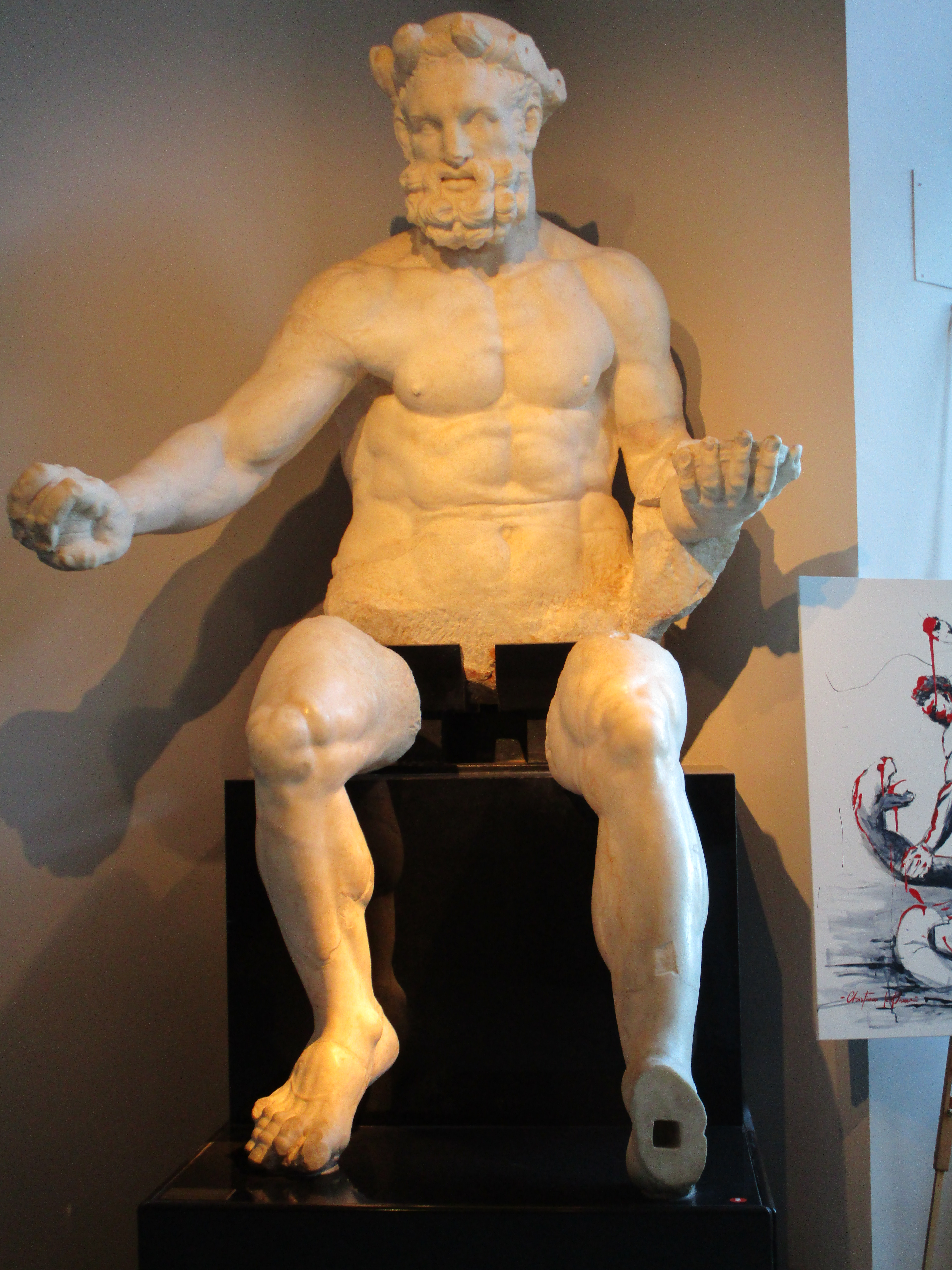
Ercole Eputrapezios
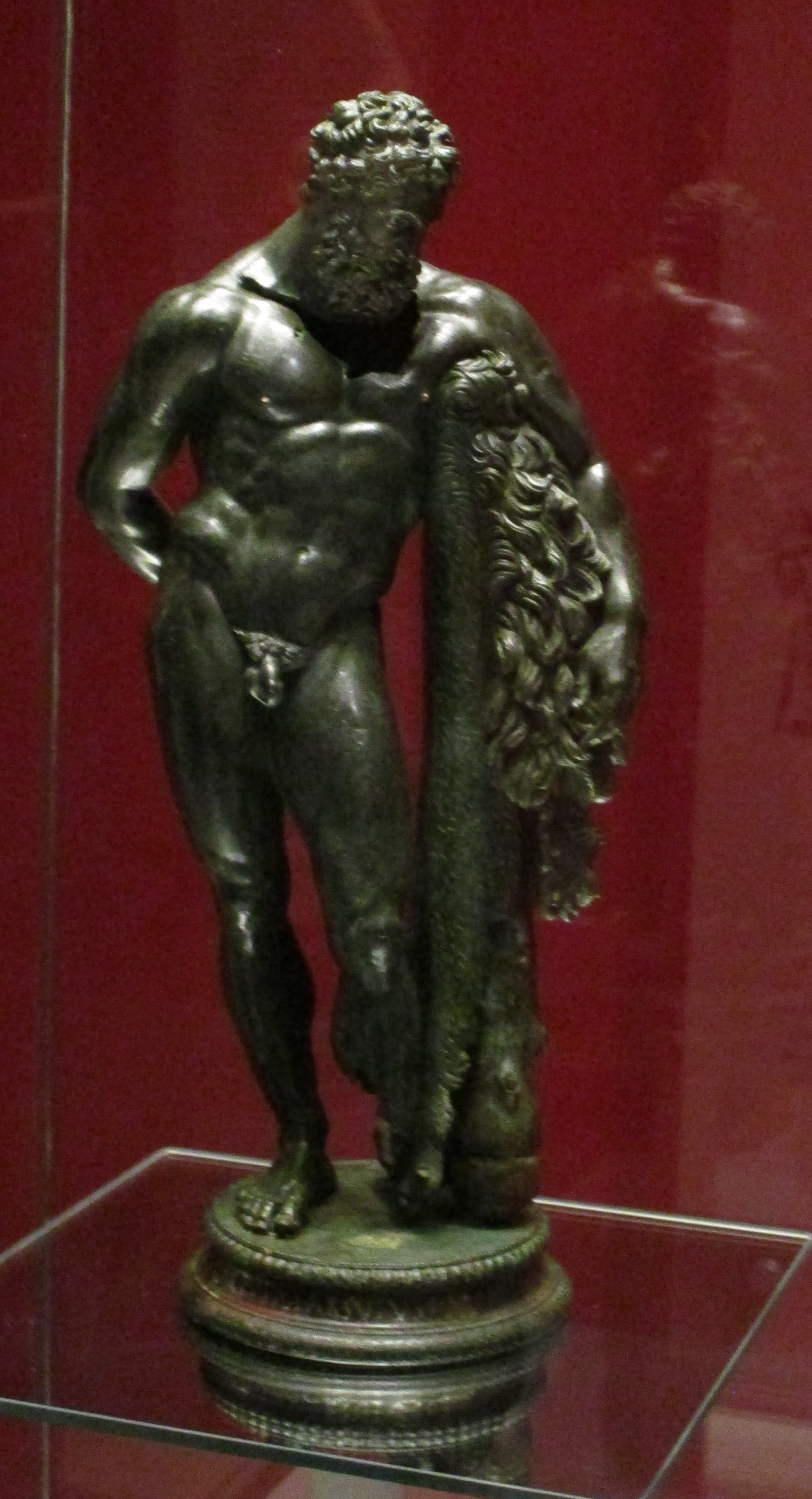
Ercole a riposo, primo piano, dal tempio di Ercole Curino (Sulmona)

Il piano terra ospita la Collezione Pansa, proveniente dalla raccolta privata dello studioso abruzzese Giovanni Pansa, che comprende bronzi, gioielli, vetri, avori, steli funerarie e oggetti di uso quotidiano, la Collezione Numismatica con circa 15.000 monete tra cui l'aureo dell'imperatore Galba e il salone d'ingresso dove sono raccolte varie statue romane tra cui la colossale statua di Ercole Epitrapezios, del I sec. a.C., rinvenuta in Alba Fucens.
Vi sono esposte inoltre opere scultoree dall'epoca tardo repubblicana al primo impero come un letto funerario in osso proveniente da Collelongo, il sepolcro a tempietto del magistrato Lusius Storax, materiale musivo da Alba Fucens, ritratti e il lapidario romano.

#### Collezione Pansa

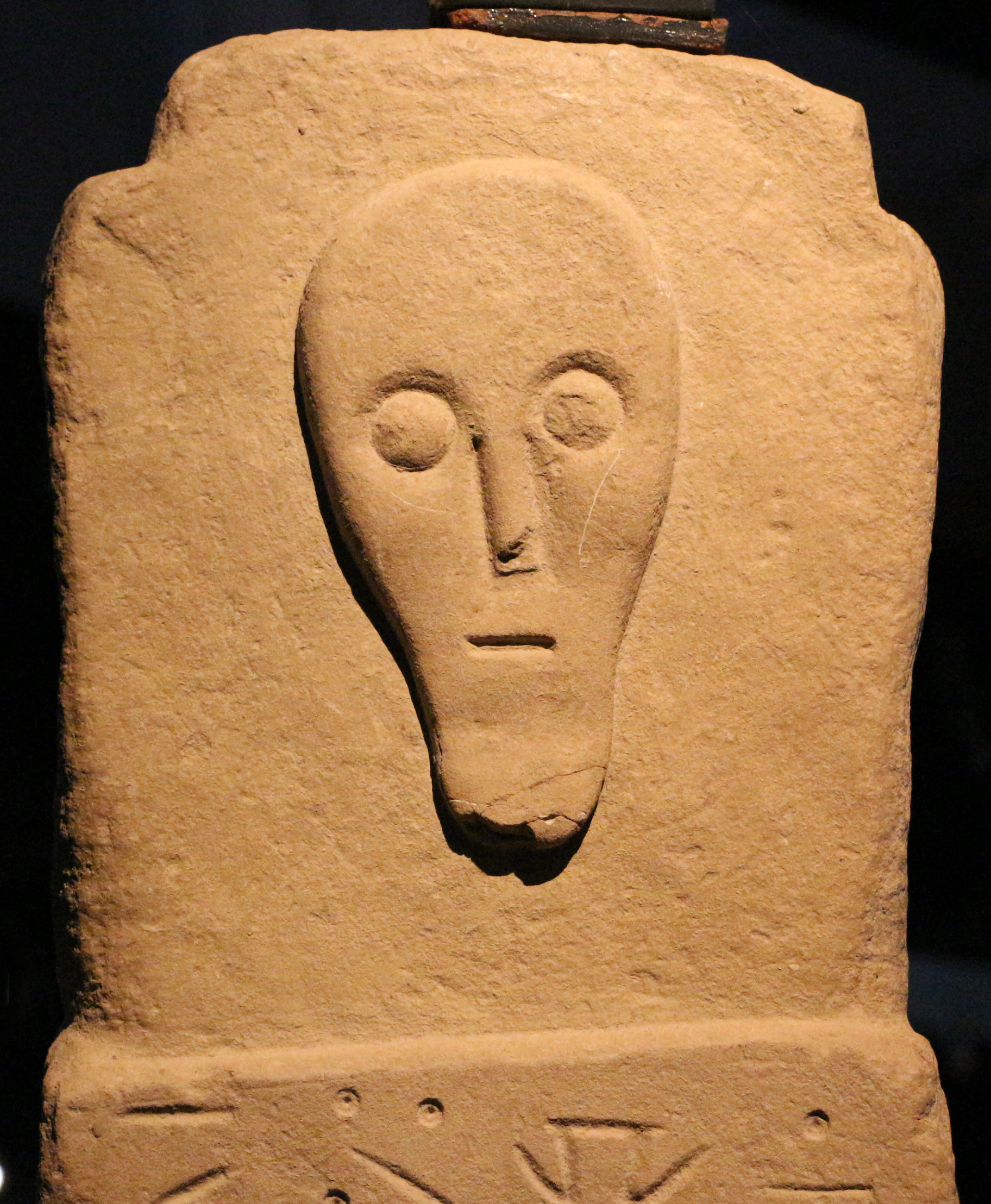
Superiore della stele funebre di Monte Giove, Penna Sant'Andrea (TE), sala del Guerriero di Capestrano
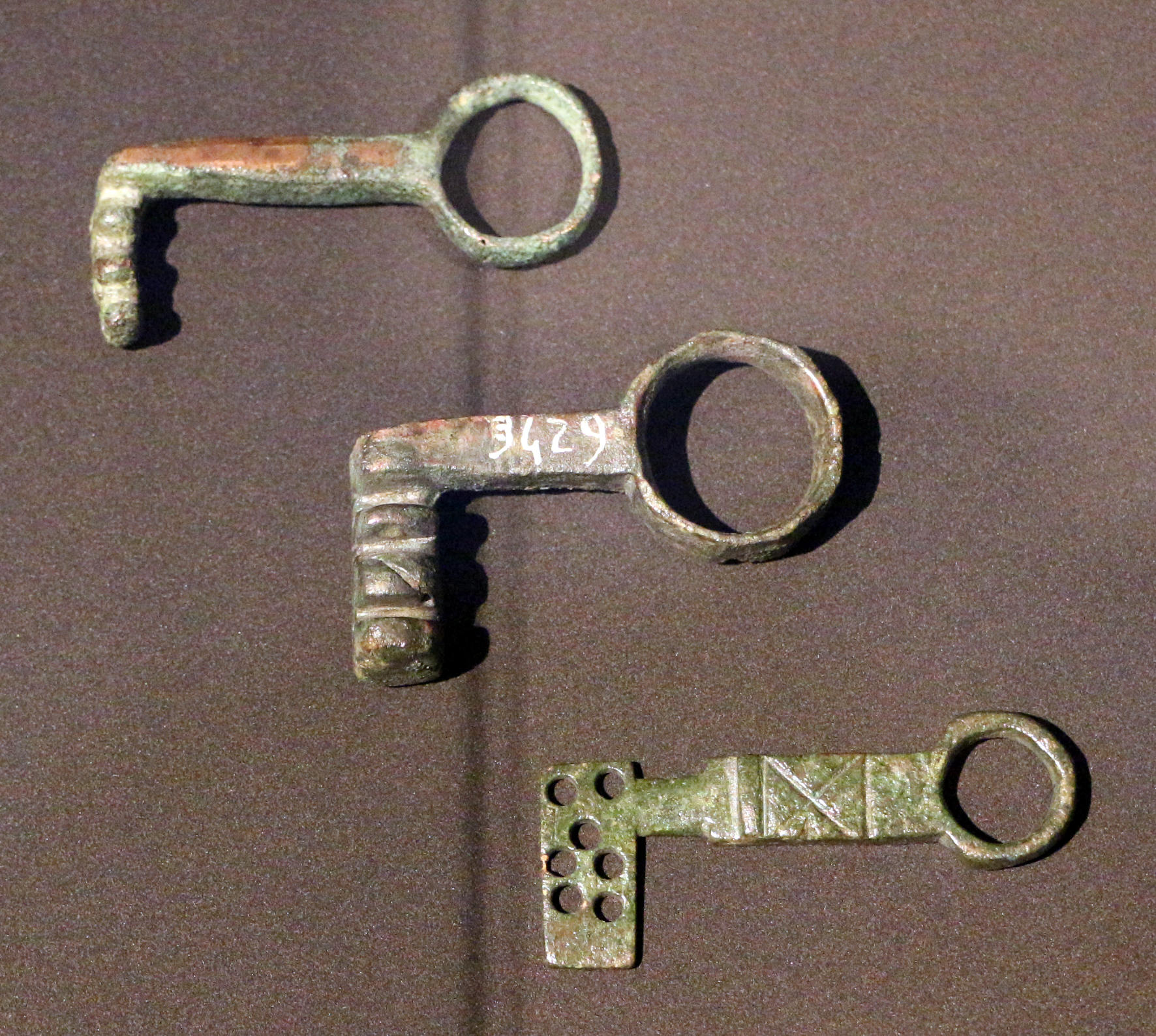
Chiavi romane
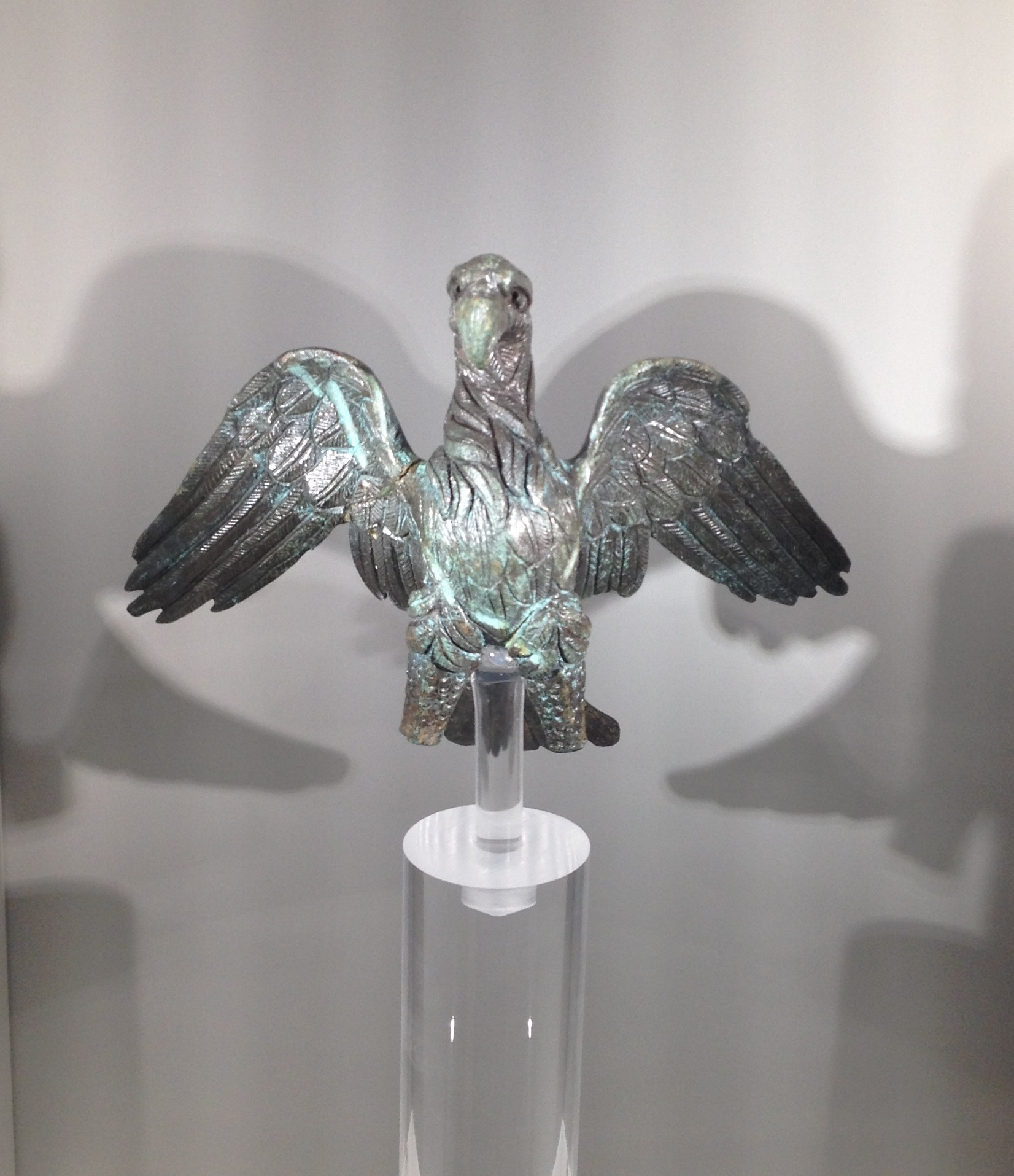
Scultura bronzeo di Aquila, portata dalla legione nella battaglia dell'Aquilifer, proviene da Amiternum (L'Aquila), primo piano
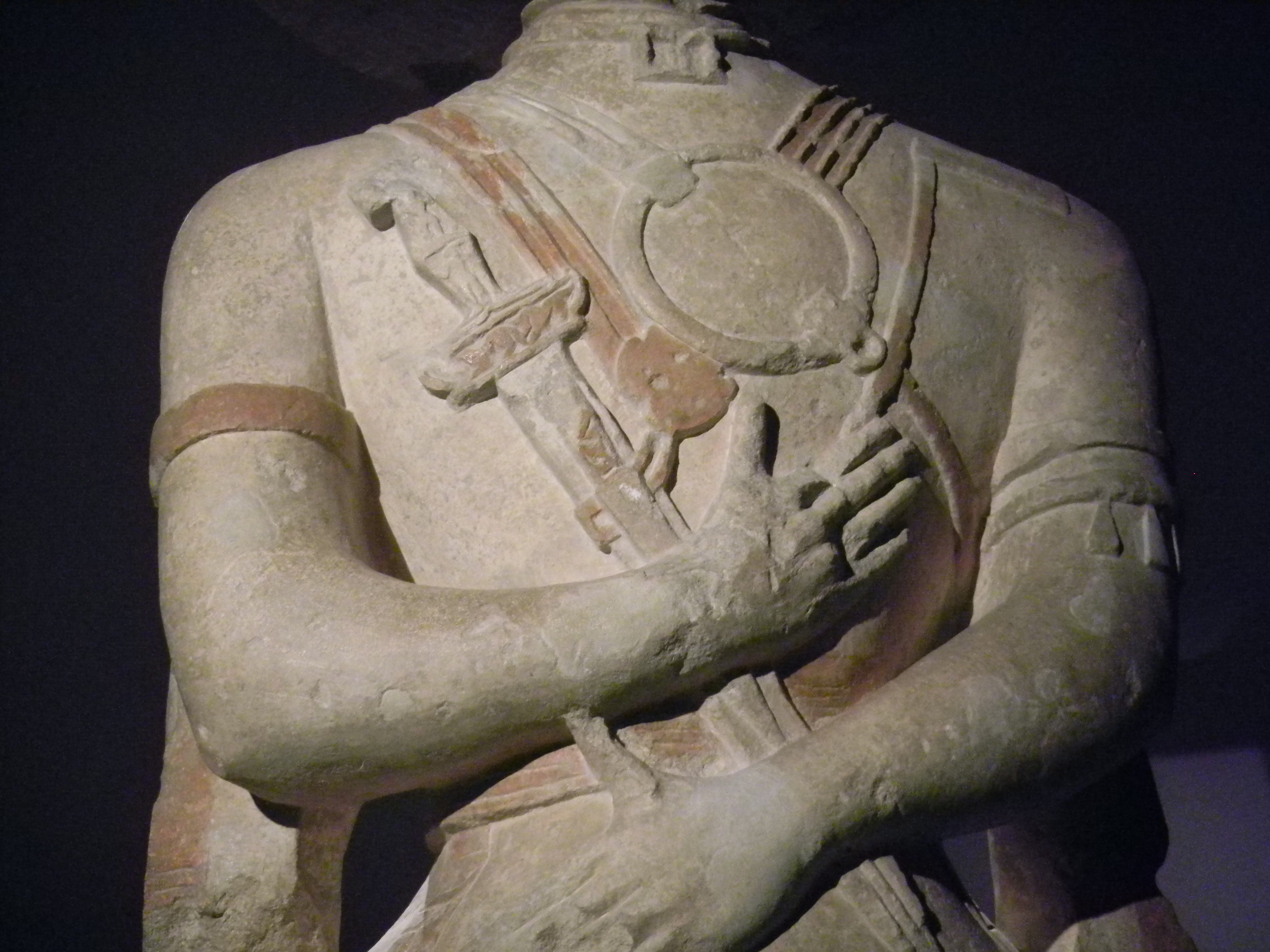
Dettaglio del guerriero di Capestrano
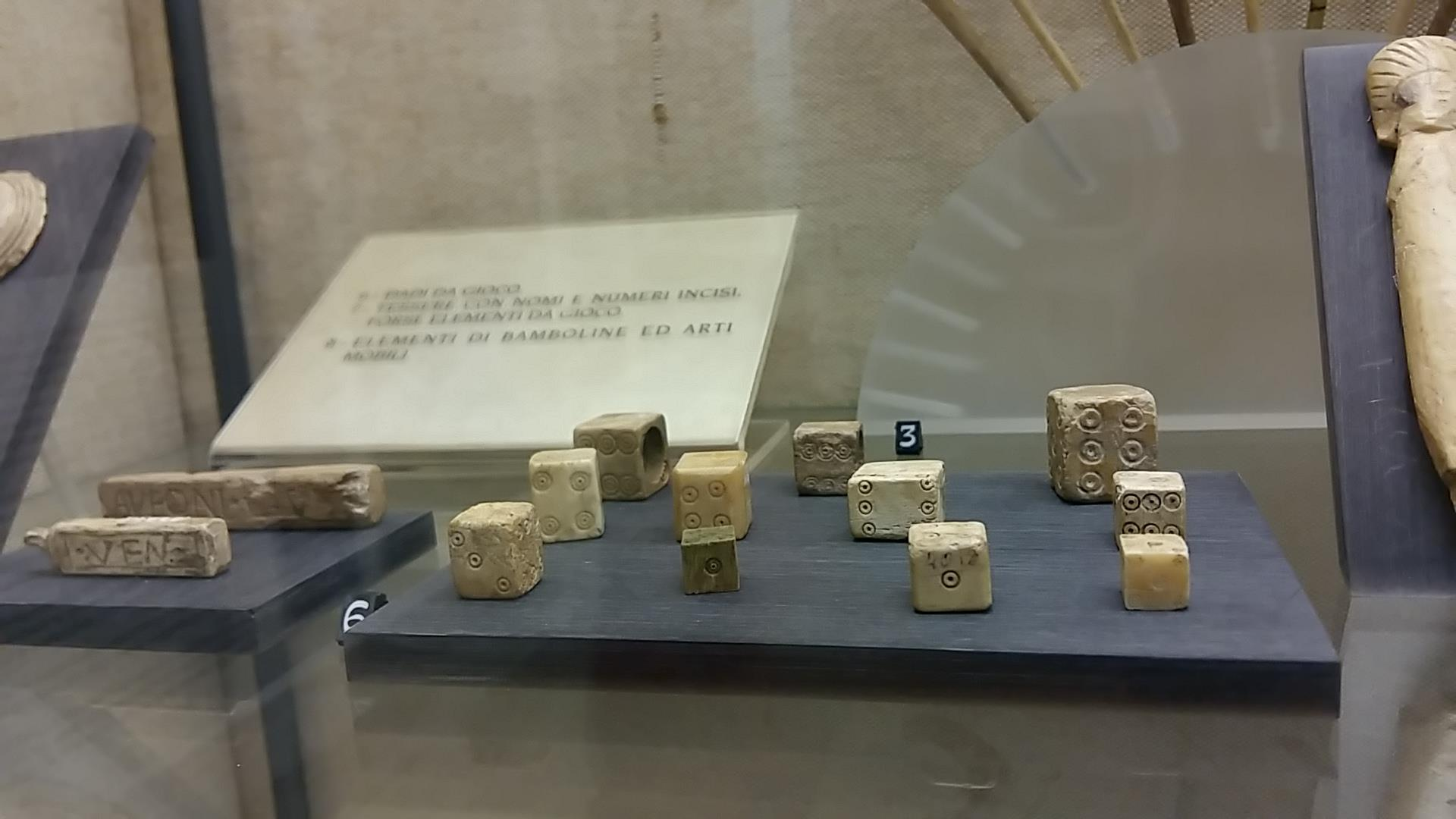
Gioco dei dadi, collezione Pansa

Nel 1992 fu allestita la Collezione di Giovanni Pansa (1865-1929), uno degli avvocati più influenti d'Abruzzo, originario di Sulmona, noto appassionato per l'antichità, il quale acquistò e studiò vari oggetti dei popoli italici abruzzesi. L'acquisto e il ritrovamento di vari oggetti in bronzo e ferro, costituì una piccola collezione, che donò nel 1954 al museo di Chieti: ci sono bronzi figurati, gioielli, vetri, avori, oggetti usati nella vita quotidiana da uomini e donne, pettini, vasi per unguenti e profumi, corazze, elmi, fibule.

#### Sala numismatica
La sala della numismatica riguarda una collezione di monete che parte dal periodo più antico della presenza sannitica in Abruzzo (Marrucini, Peligni, Frentani, Marsi, Vestini), sino ad arrivare alle monete usate in epoca spagnola (XVI-XVII secolo) nei due Abruzzi Ultra e Citra. Sono presenti in questa sala una campionatura di più di quindicimila monete che sono state rinvenute nel corso della storia sul territorio abruzzese: la moneta più antica presente risale al IV secolo a.C., mentre la moneta più recente è un francescone datato 1858. La sala offre una ricostruzione dell'aspetto economico e finanziario che interessò le popolazioni d'Abruzzo, che sicuramente avevano una grande maestria nell’ambito commerciale, passando per l'epoca bizantina, con prestiti forniti dal Museo dell'Abruzzo bizantino e altomedievale di Crecchio (CH), longobarda, normanna, federiciana, angioina, aragonese, durazzesca e infine spagnola. Si conserva anche una stele d'epoca romana in calcare, con il rilievo del "medagliere", cioè di un fabbro che realizza la moneta.

### Primo piano

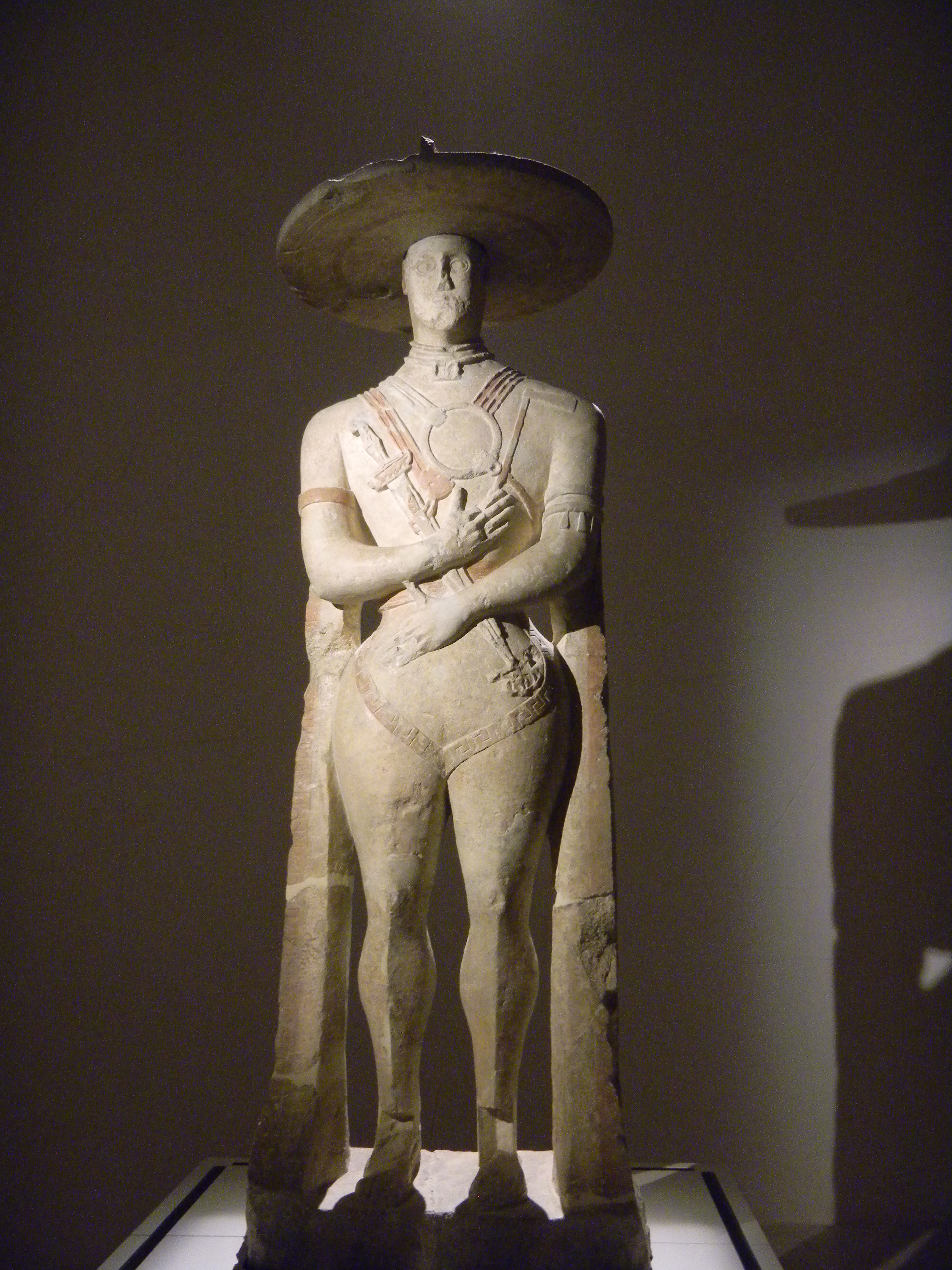
La statua del famoso Guerriero di Capestrano, conservata nel museo

Al piano superiore sono ospitati corredi tombali dal X al IV secolo a.C., derivati dalle tombe delle necropoli di Loreto Aprutino, Civitella Casanova, Nocciano, Campovalano, Penna Sant'Andrea, Capestrano, Alfedena, Le Castagne, Scurcola Marsicana e Pennapiedimonte, oltre a vasellame da mensa, armi, un paio di pendenti fenici in pasta di vetro, un calice a corolla, dei calzari con decorazioni a sbalzo e dischi-corazza.
I ritrovamenti antropologici comprendono anche resti biologici, come quelli provenienti dalla Necropoli di Alfedena (V secolo a.C.) che permettono di mostrare le caratteristiche somatiche degli uomini e delle donne abruzzesi, sesso ed età alla morte, regime alimentare, stato di salute, tasso di fecondità ecc.
La mostra "Ecco...Ercole appare" presenta la statuetta in bronzo di Ercole in riposo rinvenuta nel santuario di Ercole Curino sul monte Morrone (sopra Sulmona), la ricostruzione in scala reale del sacello che la conteneva, e materiali archeologici dal santuario.

### Sala del Guerriero di Capestrano
La nuova sala è stata allestita all'ingresso del museo nel 2011, progettata da Mimmo Paladino. La scultura italica comprende interessanti reperti come il Torsetto femminile di Capestrano (AQ) del VI secolo a.C., le tre steli funerarie con iscrizione in lingua picena meridionale da Penna Sant'Andrea e la famosa statua funeraria italica del re Nevio Pompuledio conosciuta internazionalmente come Guerriero di Capestrano, risalente alla seconda metà del VI secolo a.C. e proveniente dalla necropoli di Capestrano (AQ).